# Джон Кліппертон
Джон Кліппертон (1676—1722) — англійський корсар, який воював проти Іспанії в XVIII столітті. Був учасником двох буканьєрських експедицій в південній частині Тихого океану. Перша експедиція 1703 року за керівництвом знаменитого Вільяма Дампіра, другу в 1719 році очолив він сам. За базу для своєї піратської діяльності використовував тихоокеанський острів Кліппертон, названий на його честь.